# أبو نسفة
أبو نَسْفَة هو الاسم الحركي لعنصر ميداني يمني مرتبط بتنظيم القاعدة في جزيرة العرب. نشط ما بين عامي 2018 و2024 في عدة محافظات يمنية أبرزها مأرب، البيضاء، أبين، وشبوة. عُرف بقيادته لمجموعات متحركة تنفذ هجمات صغيرة وكمائن ضد قوات مختلفة في البلاد، دون أن يشغل منصبًا رسميًا في الهيكل القيادي للتنظيم.
ورغم محدودية رتبته، أصبح اسمه متداولًا في تقارير محلية وفي أوساط سكان بعض المناطق نتيجة مشاركته في اشتباكات متعددة، وارتباطه ببعض العمليات اللافتة، ما أكسبه سمعة ميدانية داخل التنظيم، رغم اعتراض بعض القيادات على تحركاته المستقلة أحيانًا.

## النشاط الميداني
برز أبو نسفة بين عامي 2019 و2020 ضمن عناصر تنظيم القاعدة في جبهات مأرب الجنوبية، خصوصًا في مديريات رحبة والعبدية، حيث شارك في مواجهات ضد جماعة الحوثي ضمن مجموعات غير رسمية. وفي أواخر 2021، ورد اسمه في تقارير تتعلق بمواجهات ضد قوات المجلس الانتقالي الجنوبي في محافظة أبين، لا سيما في مديرية مودية، حيث تولى الإشراف على كمائن متفرقة ونقل أسلحة خفيفة.
وفي فبراير 2022، نُسبت له عملية اختطاف مثيرة للجدل استهدفت خمسة موظفين في الأمم المتحدة، بينهم أربعة يمنيين وبنغلاديشي واحد، أثناء مرورهم في منطقة خاضعة لنفوذ القاعدة في مديرية مودية. ووفقًا لمصادر أممية، استمر احتجازهم لمدة 18 شهرًا، قبل أن يتم الإفراج عنهم في أغسطس 2023 بوساطة محلية وعُمانية. وقد أثارت العملية جدلًا داخليًا في التنظيم، واعتُبرت تصرفًا فرديًا دون إذن القيادة، ما أدى إلى توتر بين أبو نسفة وبعض القادة المحليين.

## دوره التنظيمي
لم يشغل أبو نسفة أي منصب رسمي أو قيادي دائم داخل تنظيم القاعدة، غير أن نشاطه الميداني مكنه من قيادة مجموعات قتالية لفترات مؤقتة، خاصة في البيضاء وشبوة. وغالبًا ما كان يُسحب منه الإشراف بعد قيامه بعمليات دون الرجوع إلى قيادته، وهو ما تسبب له بخلافات داخلية متكررة.
وقد وُصف من قبل عناصر منشقّة عنه بأنه "ميداني متمرد"، ينفذ العمليات بمبادرة شخصية، لا وفق التسلسل التنظيمي. ولهذا السبب، تراجعت مكانته في بعض المناطق خلال عامي 2023 و2024، رغم حفاظه على نفوذ محدود ميدانيًا.

## التتبع والحالة القانونية
بحسب تقارير صادرة عن ناشطين محليين ومراقبين أمنيين في اليمن، يُعد "أبو نسفة" من الشخصيات المطلوبة لدى الحوثيين، والحكومة اليمنية، وقوات المجلس الانتقالي الجنوبي، نتيجة ضلوعه في عمليات مسلحة استهدفت نقاط أمنية وعناصر تابعة لهذه الأطراف في مناطق متفرقة من أبين وشبوة.